# نفت در نقطه اوج

نمودار زنگی منحنی تولید که توسط هوبرت پیشنهاد شده است

نفت در نقطه اوج به مرحله زمانی گفته می‌شود که استخراج نفت به حداکثر میزان خود می‌رسد و در نتیجه پس از این مرحله میزان تولید نفتی که وارد بازار فروش می‌شود کاهش پیدا می‌کند.
در سال ۱۹۵۶ ام‌کینگ هوبرت نظریه‌ای به نام نظریه نفت در نقطه اوج را ارائه داد که در آن اشباع استخراج نفت از منابع نفتی در آمریکا را بین سال‌های ۱۹۶۵ تا ۱۹۷۰ پیش‌بینی کرد. مطابق این نظریه که مبتنی بر یک نمودار لجستیکی بود میزان تولید در یک منبع با ذخایر محدود به‌طور کلی از یک توزیع نرمال متقارن مبتنی بر محدودیت در استخراج و فشار بازار پیروی می‌کند. اصلاحاتی بر مدل لجستیکی این نظریه برای کاربرد عملی آن صورت گرفت ولی به‌طور کلی در انواع مختلف این اصلاحات صورت گرفته، موضوع توقف در افزایش تولید و کاهش عرضه ثابت می‌باشد.

یکی از راههای مقابله با این پدیده استفاده مجدد از محصولات نفتی و نگاه داری و استفاده درست از ذخایر نفتی می‌باشد.

## تقاضا برای نفت
تقاضا برای نفت از عوامل تأثیرگذار بر رسیدن نفت در نقطه اوج می‌باشد.در بین سال‌های ۱۹۹۴ تا ۲۰۰۶ رشد میزان مصرف سالیانه نفت خام در جهان ۱٫۷۶٪ در هرسال بود که بیشترین میزان افزایش مربوط به سال‌های ۲۰۰۳ تا ۲۰۰۴ با رشد ۳٫۴٪ می‌باشد. قسمت اعظم این افزایش تقاضا مربوط به بخش ترابری می‌باشد. به علت افزایش استفاده از وسایل نقلیه شخصی بخش ترابری سهم اصلی را در رشد تقاضا برای نفت را تشکیل می‌دهد. به‌طوری‌که این بخش در سال ۲۰۰۶ تقریبأ ۶۸٫۹٪ میزان تقاضا در ایالات متحده آمریکا را تشکیل می‌داد.

با وجود آنکه بیشترین رشد تقاضا برای نفت خام از سوی کشورهای در حال توسعه می‌باشد، ایالات متحده آمریکا بزرگترین مصرف‌کننده نفت خام در جهان می‌باشد. در بین کشورهای در حال توسعه چین و هند به علت رشد صنایع و رشد شهرنشینی بالاترین میزان رشد تقاضا برای نفت را به خود اختصاص داده‌اند و پیش‌بینی می‌شود که به بزرگترین مصرف‌کننده نفت تبدیل شوند.

## تولید و میزان ذخیره نفت
ذخایر نفت از لحاظ بهره‌برداری به سه قسمت ثابت شده، احتمالی و امکان‌پذیر تقسیم می‌شوند. ذخایر ثابت شده به ذخایری گفته می‌شود که که بین ۹۰ تا ۹۵ در صد تضمین وجود مقدار مشخصی از نفت خام در آن‌ها باشد. در ذخایر محتمل ذخایری درای ۵۰ درصد و در ذخایر امکان‌پذیر بین ۵ تا ۱۰ در صد احتمال وجود نفت می‌باشد. فناوری‌های امروزی امکان استخراج نفت تا حدود ۴۰ درصد کل نفت موجود در آن را فراهم می‌آورد.

افزایش قیمت نفت باعث افزایش میزان استخراج نفت برای جبران کمبود نفت می‌شود که به نوبه خود به علت احتیاج فناوری‌های جدید برای استخراج در مناطق با عمق بیشتر و نیاز بیشتر به مته‌های استخراجی باعث افزایش قیمت فولاد می‌شود.